# アート思考
アート思考（アートしこう、英: Art thinking)とは、アーティストが持つ創造性に着目し、アーティストがアートを生み出す過程で用いる特有の認知的活動を指す言葉である。創造性とは、持って生まれた特別な資質ではなく、日常における習慣から生み出されるものである。そのプロセスは、イノベーションの源、イノベーションの行為、イノベーションの成就の3つのプロセスから構成されている。